# Шнауцер
Шна́уцер (нем. Schnauzer) — группа пород собак универсального назначения, выведенных в Германии. Включает три породы:
- Миттельшнауцер (средний шнауцер, стандартный шнауцер, шнауцер)
- Цвергшнауцер (миниатюрный шнауцер, карликовый шнауцер)
- Ризеншнауцер (гигантский шнауцер)

Различаясь по размеру, шнауцеры имеют общие характерные признаки: жесткая шерсть, квадратный формат, крупная голова с густыми длинными бровями и бородой.

## История породы
Шнауцеры ведут происхождение от пинчеров, которые ранее существовали в двух разновидностях: гладкошёрстной и жесткошёрстной. По сути, «шнауцер» (от нем. Schnauze — морда или от Schnauzbart — усы) — новое название жесткошёрстного пинчера. Шнауцеры появились в Баварии и ценились в качестве универсальных фермерских собак, которые одинаково успешно ловили крыс, защищали имущество и загоняли скот. Более крупные разновидности использовались даже для перевозки лёгких грузов.
До начала XIX века шнауцеры имели разнообразные окрасы. Работа с формированием и закреплением породных признаков началась в середине XIX века. Для исправления типа были использованы чёрный пудель и вольфшпиц. В результате скрещиваний и отбора закрепились два варианта окраса — чёрный и окрас «перец с солью», образующийся волосами зонарной окраски. На выставках собак в Германии в 1870-е годы порода представлялась под названием «жесткошёрстный пинчер». В 1879 году в Ганновере победил жесткошёрстный пинчер по имени Шнауцер, давший породе новое название.
Первые стандарты пород шнауцеров были опубликованы в 1880 году. В 1907 году в Мюнхене образовался Баварский клуб шнауцеров, в 1918 году объединившийся с клубом пинчеров и образовавший Клуб пинчеров-шнауцеров. В Великобритании и США шнауцеры появились в начале XX века. В Америке клуб шнауцеров был создан в 1925 году, а в 1933 году он разделился на клубы стандартных и карликовых шнауцеров. Породный клуб в Великобритании образован в 1929 году.

## Внешний вид
Шнауцеры — крепкие, довольно коренастые собаки квадратного формата с чуть наклонной спиной. Голова массивная, продолговатой формы, с притуплённой мордой. Переход ото лба к морде явно выражен и подчёркнут кустистыми «бровями». Уши маленькие, треугольные, висячие на хряще, высоко посажены и обращены вперёд. Шея с благородным изящным загривком, плавно переходящим в холку. Грудь овальная, глубокая, умеренной ширины. Хвост толстый у оснований и сужается к концу, традиционно купировался. Углы конечностей выражены ярко, движения шнауцера рысью отличаются большим размахом и энергичностью.
Шерсть шнауцера жёсткая, грубая, густая, с плотным подшёрстком, плотным панцирем покрывает весь корпус собаки. Благодаря шерсти шнауцеры выглядят более костистыми и массивными, чем пинчеры, а борода, усы и брови зрительно укрупняют голову. Правильной структуре шерсти и окрасу придается большое значение в выставочной экспертизе шнауцеров.

## Разновидности шнауцеров
|                   |                      |                      |                                              |
|                   | Ризеншнауцер         | Миттельшнауцер       | Цвергшнауцер                                 |
| Высота в холке    | 60—70 см             | 45—50 см             | 30—35 см                                     |
| Вес               | 35—47 кг             | 14—20 кг             | 4—8 кг                                       |
| Допустимые окрасы | Чёрный Перец с солью | Чёрный Перец с солью | Чёрный Чёрный с серебром Перец с солью Белый |
| Стандарт FCI      | 181                  | 182                  | 183                                          |

## Темперамент и использование
Шнауцеры — собаки универсального назначения, хорошо обучаются, сообразительны и активны, очень самоуверенны. Все шнауцеры — отличные сторожевые собаки и компаньоны. Крупные и средние шнауцеры используются на полицейской и военной службе. Шнауцеры могут использоваться в кинологическом спорте.

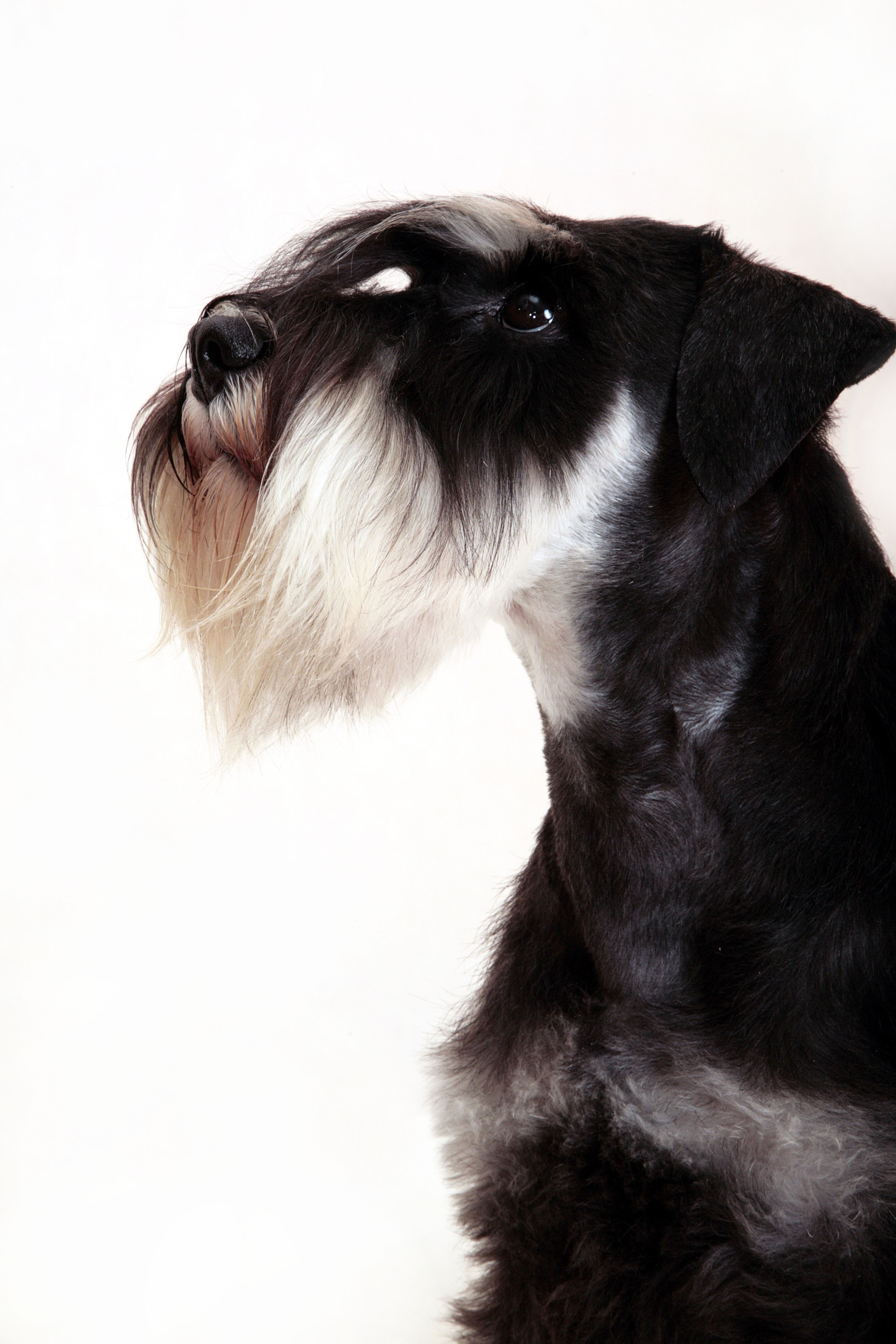
Голова цвергшнауцера окраса чёрный с серебром в выставочном груминге

## Содержание и уход
Шнауцерам требуются длительные прогулки с хорошей физической нагрузкой. Уход за шерстью заключается в ежедневном вычесывании щёткой и регулярном удалении отмершей шерсти, самостоятельно шнауцеры не линяют. Борода и усы требуют мытья после каждого кормления, мыть собаку целиком слишком часто не рекомендуют.
Подготовка шерсти шнауцера к выставке заключается в заблаговременном выщипывании отмершей шерсти, укорачивании шерсти на голове и нижней части шеи, оформлении бороды, усов и бровей. Украшающий волос на ногах оформляют в виде столбиков. Собаке придают строгий спортивный силуэт. Стрижка по корпусу приводит к ухудшению качества шерсти и поэтому не допускается.